# 朱晓东 (1972年)
朱晓东（1972年5月—），男，汉族，山西岚县人，中华人民共和国政治人物，中国共产党党员，第十三届全国人民代表大会山西地区代表、现任中共忻州市委书记。

## 生平
2018年2月24日，当选为第十三届全国人大代表。
2021年11月，任中共忻州市委书记。